# Seppeltia
Seppeltia là một chi rêu trong họ Pallaviciniaceae.